# De Eekharst

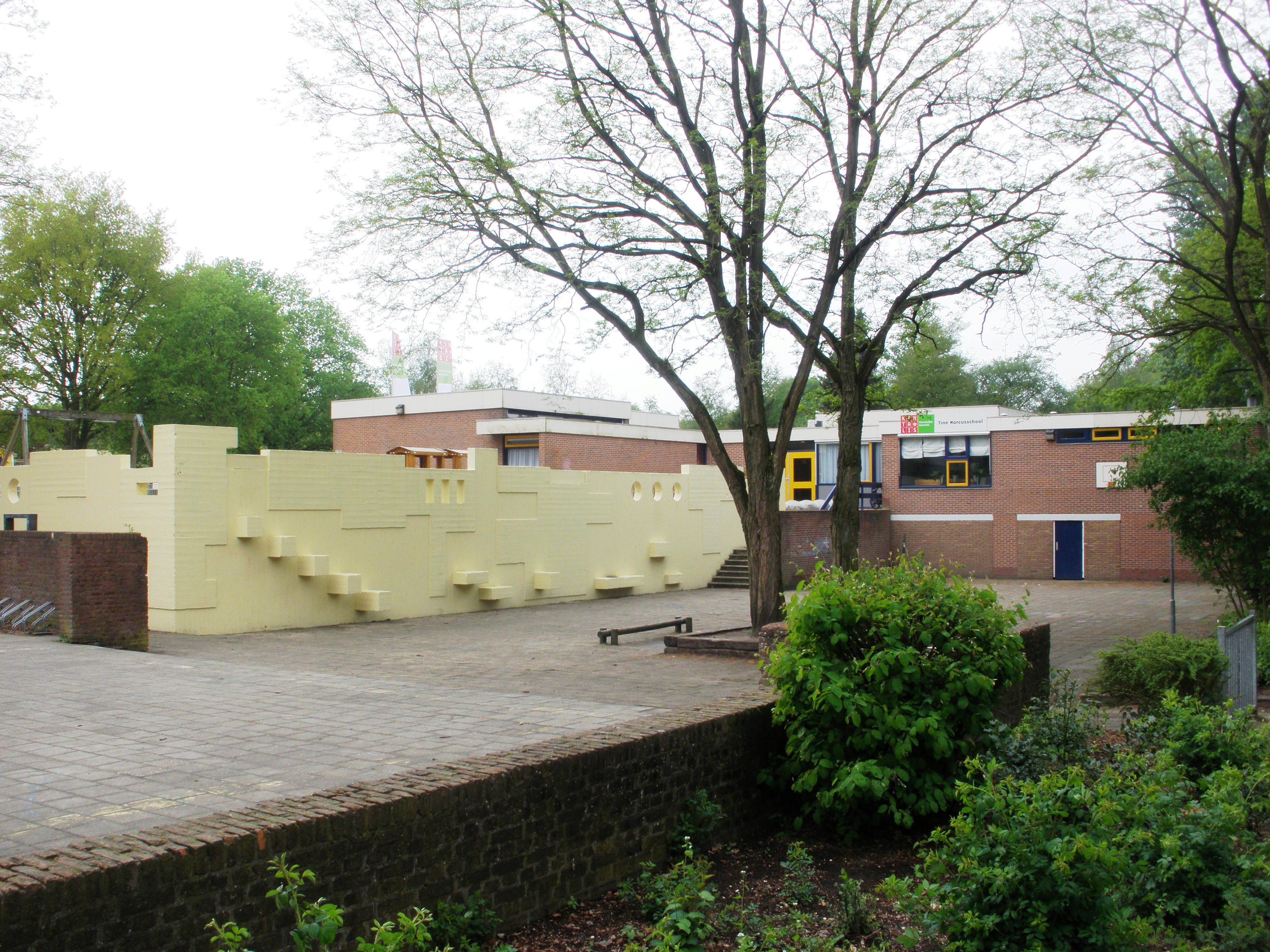
Zicht op het benedenplein

De Eekharst is een schoolgebouw uit 1968 aan de Laan van de Eekharst 169 in de wijk Emmerhout van de Drentse plaats Emmen. De school bestaat uit drie delen: het hoofdgebouw (de voormalige lagere school), het kleutergebouw (voormalige kleuterschool 't Eekhoorntje) en een kleine sporthal die inmiddels is afgebroken.

## Historie
De school vormt samen met het winkelcentrum het stedenbouwkundig middelpunt van de uitbreidingswijk Emmerhout die werd aangelegd in de jaren zestig en zeventig van de vorige eeuw. Deze trok tijdens de bouw (inter)nationaal veel aandacht en wordt nu nog tot stedenbouwkundig erfgoed gerekend.

De school is een typerend voorbeeld van de architectuur in deze wijk en van deze periode waarin er na de zeer sobere jaren vijftig in Emmen wat meer geld beschikbaar kwam om schoolgebouwen met meer licht en lucht vorm te geven aansluitend aan gewijzigde pedagogische inzichten. Hij werd gebouwd naar een ontwerp van de architecten Niek de Boer, André de Jong en Arno Nicolaï, die ook het stedenbouwkundig ontwerp van de wijk maakten.

## Architectuur
In Emmen was de soberheid van de jaren vijftig ten einde en de school is een onderdeel van een nieuwbouwwijk voor arbeiders die ruimer en royaler opgezet kon worden. Hiervoor werd een compleet uitbreidingsplan met accenten opgesteld. Veel van de huizen hebben platte daken en ook de school als blikvanger heeft een plat dak met een brede witte rand (boeiboord) als blikvanger.

Kenmerkend zijn ook de lokalen met oorspronkelijk zeer grote schooldeuren die konden worden opengezet om buitenlucht toe te laten. De architectuur van de wijk Emmerhout kenmerkt zich door strakke geometrische vormen, waarbij vooral de rechthoekige vorm regelmatig terugkeert. Dit komt ook terug in het ontwerp van de school. De plattegrond bestaat uit rechthoeken en ook in de speelwand komt dit terug. Het voetpad bij de voordeur van de school was oorspronkelijk aangelegd met rechthoekige tegels in een zigzag-patroon. Op de muur naast de sporthal staan rechthoekige lichtbakken.

## Aanpassingen
In de loop der jaren zijn veel oorspronkelijke details van het gebouw verloren gegaan. In 2007 is onder architectuur met behoud van de originele stijlkenmerken een renovatie uitgevoerd waarbij de schuur en fietsenstalling van het kleutergebouw zijn afgebroken. Om het open schoolplein is in 2011 een hek geplaatst. Het zigzag-pad is verdwenen. De betonnen speelwand is voorzien van een verflaag. De hoofdgang van het gebouw is niet meer origineel. Oorspronkelijk waren er hoge ramen van de vloer tot het plafond. De strakke lijnen worden nu onderbroken door de later geplaatste houten bogen.

## Locatie en functie
De school is gebouwd tegen een heuvel aan waardoor er twee verdiepingen op het schoolplein uitkomen. Het hoogteverschil wordt opgevangen door een betonnen speelwand. Oorspronkelijk was het losstaande bijgebouw een kleuterschool.

### OBS De Eekharst
Van 1968 tot augustus 2010 was OBS De Eekharst in het gebouw gevestigd. Deze school is opgegaan in de andere openbare basisscholen in de wijk: De Hasselbraam en De Iemenkorf. Dat De Eekharst de deuren moest sluiten, had te maken met de terugloop van het aantal leerlingen. De school had minder dan vijftig leerlingen.

### Kentalis
Momenteel is in het gebouw een dependance gevestigd van de Groningse Tine Marcusschool, een opleidingsinstituut voor slechthorende kinderen en kinderen met taal- en spraakmoeilijkheden, behorend tot de Koninklijke Kentalis.

## Afbeeldingen

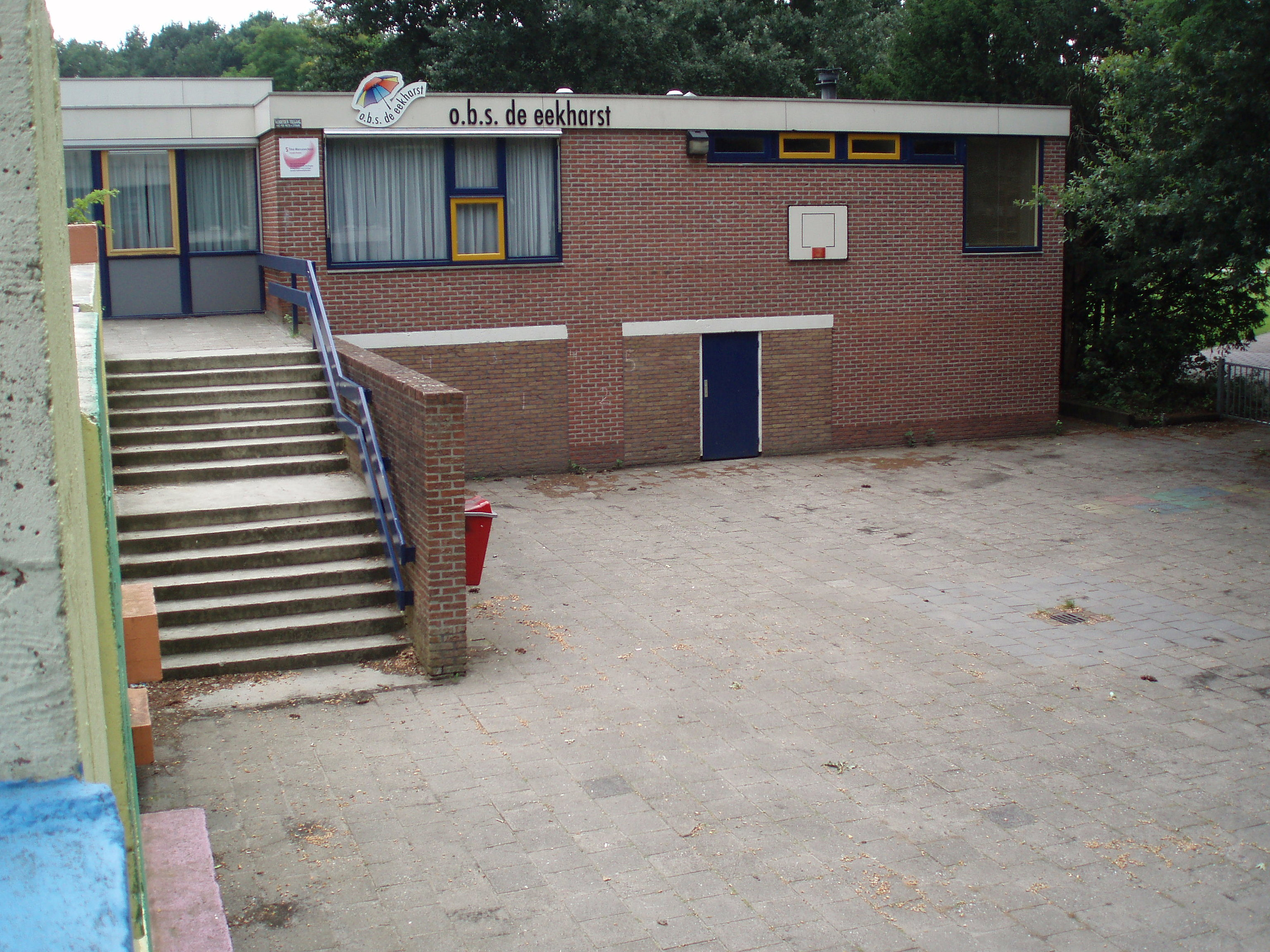
Schoolplein met aanzicht op personeelskamer
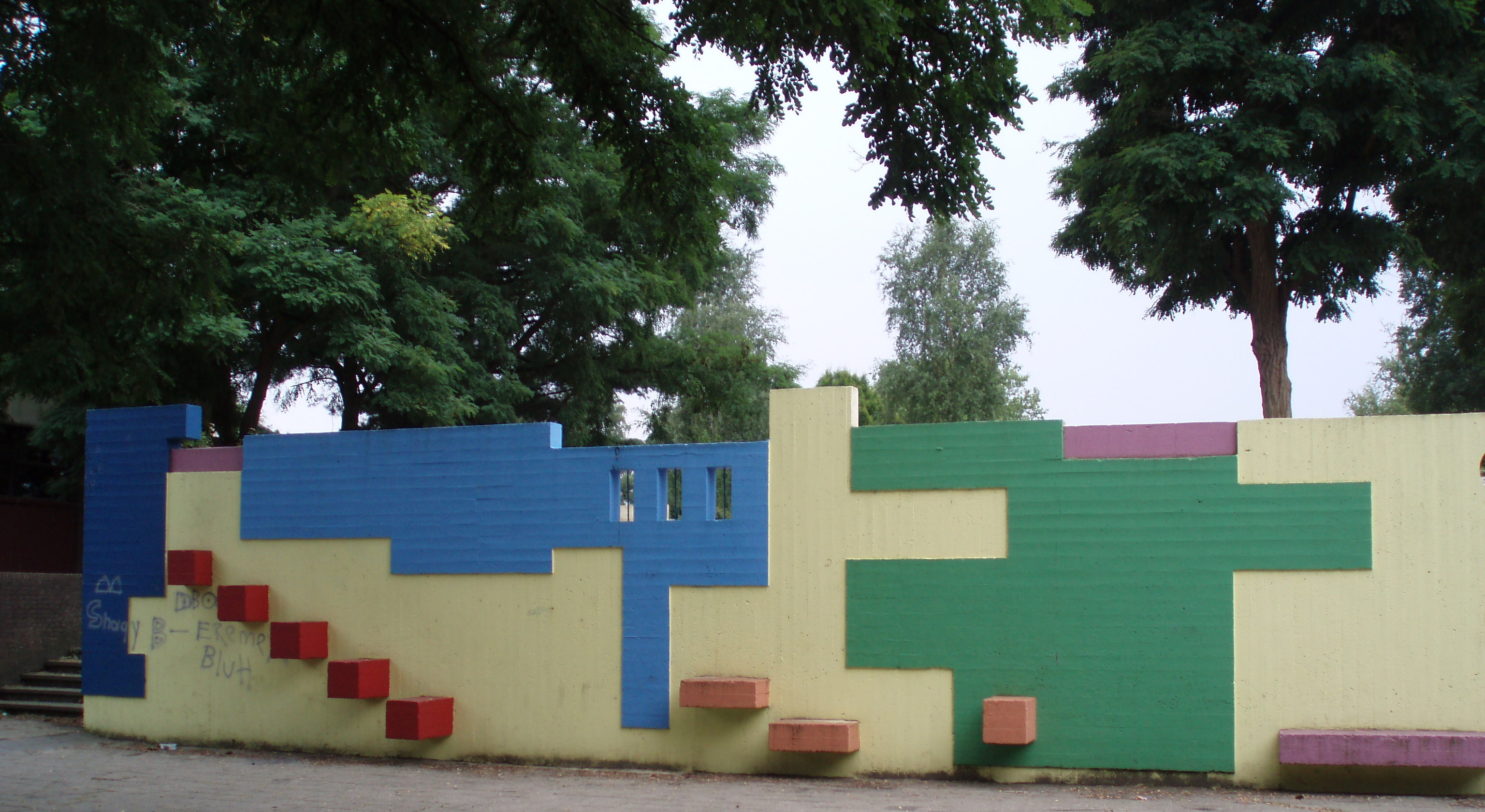
Speelwand
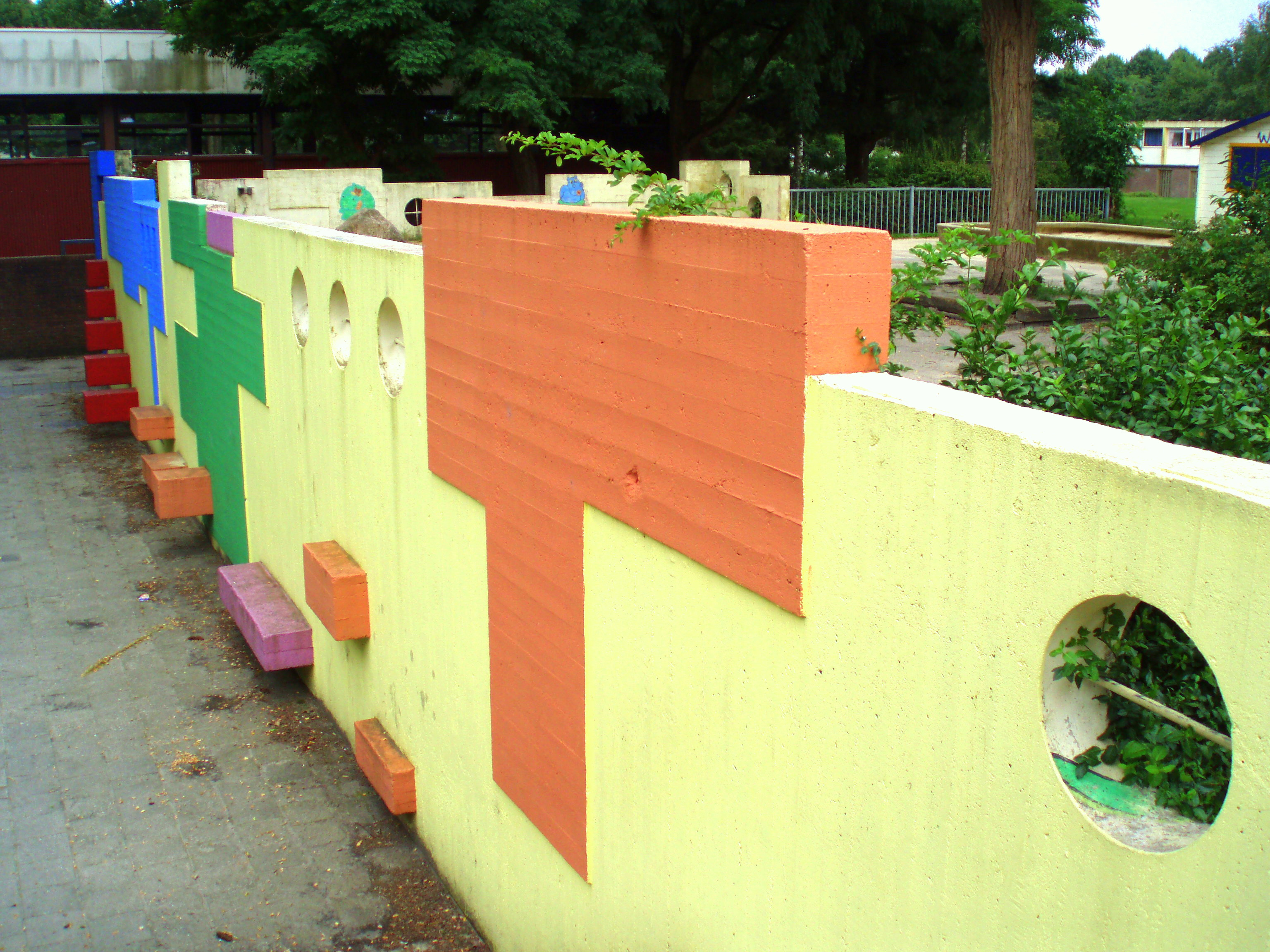
Boven- en benedenplein
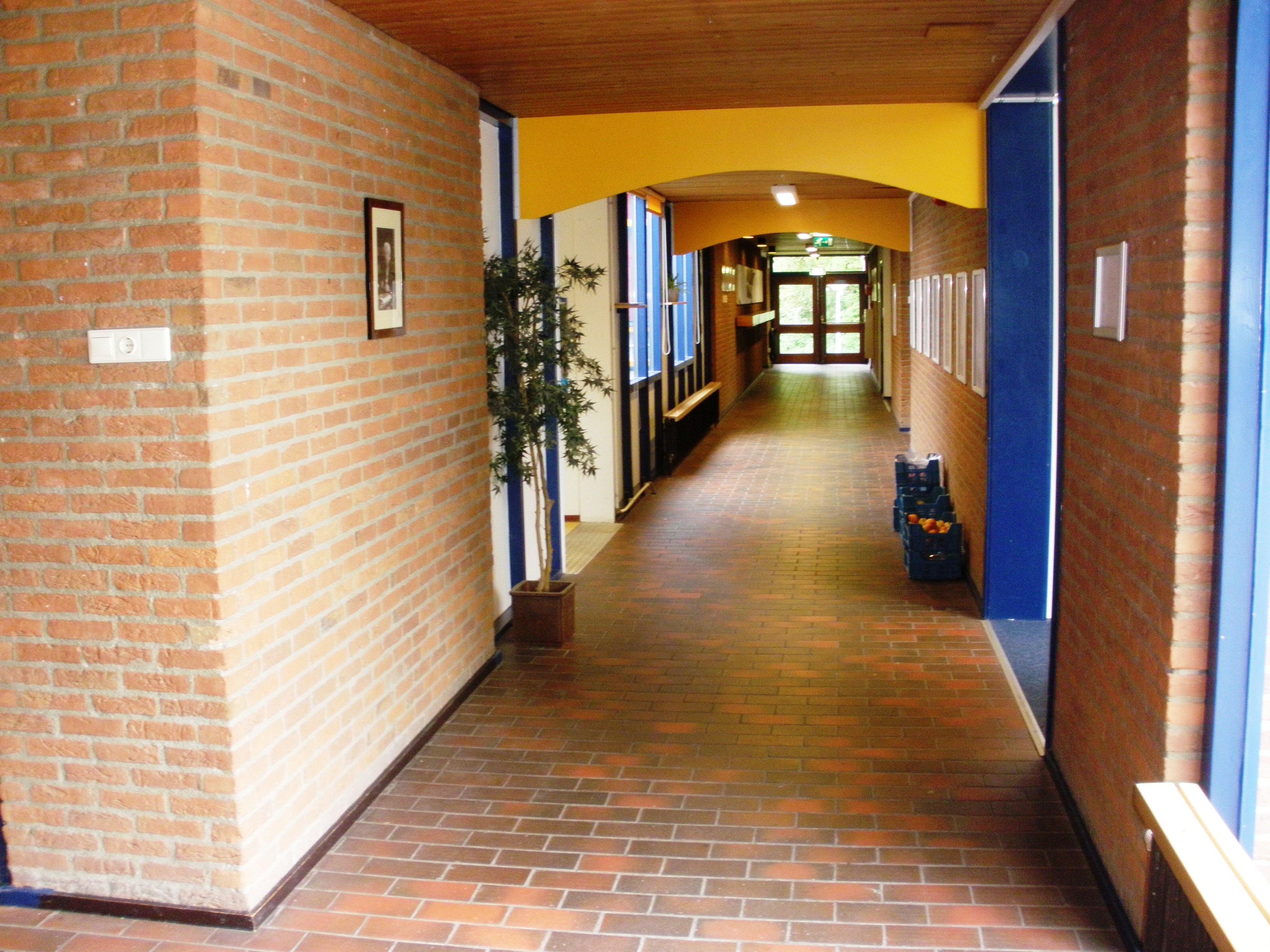
De gang is niet meer origineel. Oorspronkelijk waren er links hoge ramen van de vloer tot het plafond. De strakke lijnen worden onderbroken door de later geplaatste houten bogen.
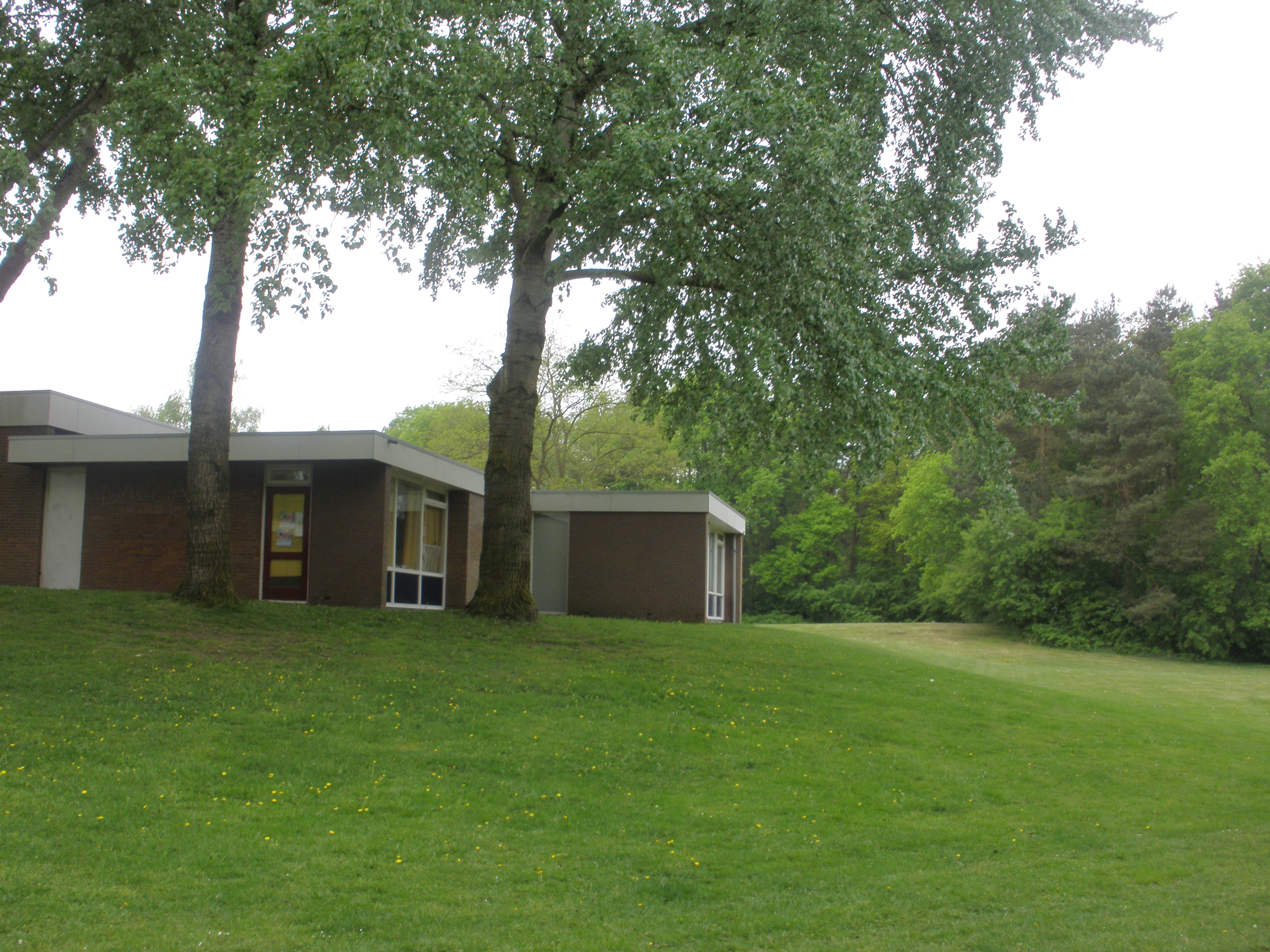
Voormalig kleutergebouw